# Purusha pulverosa
Purusha pulverosa är en insektsart som beskrevs av William Lucas Distant 1918. Purusha pulverosa ingår i släktet Purusha och familjen Eurybrachidae. Inga underarter finns listade i Catalogue of Life.